# Корсунский, Вольф Борухович
Во́льф Бо́рухович Ко́рсунский (1923—1950) — участник Великой Отечественной войны, Герой Советского Союза. Заместитель командира эскадрильи 103-го штурмового авиационного полка 230-й штурмовой авиационной дивизии 4-й воздушной армии 2-го Белорусского фронта,
старший лейтенант.

## Биография
Родился в городе Бахмут в семье рабочего. Еврей. Окончил 8 классов. Работал на заводе штамповщиком. В Красной Армии с 1940 года. В 1942 году окончил Ворошиловградскую военно-авиационную школу пилотов.
Участник Великой Отечественной войны с июля 1942 года. Член ВКП(б) с 1944 года.
Заместитель командира эскадрильи 103-го штурмового авиационного полка (230-я штурмовая авиационная дивизия, 4-я воздушная армия, 2-й Белорусский фронт) старший лейтенант В. Б. Корсунский к маю 1945 года совершил 152 боевых вылета на штурмовку живой силы и боевой техники противника.
После войны продолжал службу в ВВС СССР. Погиб 17 марта 1950 года. Похоронен в Артёмовске.

## Награды
Указом Президиума Верховного Совета СССР от 18 августа 1945 года за образцовое выполнение боевых заданий командования на фронте борьбы с немецко-фашистскими захватчиками и проявленные при этом мужество и героизм старшему лейтенанту Корсунскому Вольфу Боруховичу присвоено звание Героя Советского Союза с вручением ордена Ленина и медали «Золотая Звезда» (№ 8765).
Награждён 3 орденами Красного Знамени, орденами Отечественной войны 2-й степени, Красной Звезды, медалями.

## Память
В Бахмуте одна из улиц названа в честь Корсунского. В Западном микрорайоне, где в местном аэроклубе он учился летать, установлен памятник — самолёт. Фотографии, среди них — редкие, и документы о нём находятся в городском историко-краеведческом музее, а также в музее истории аэроклуба, созданного в средней школе № 2.